# Chris Braun Band
Die Chris Braun Band war eine in Dortmund beheimatete deutsche Rockgruppe der 1970er- und frühen 1980er-Jahre. Die Band veröffentlichte von 1972 bis 1983 drei Alben, einen Soundtrack und verschiedene Singles, die neben Blues Einflüsse von Heavy Rock, Jazz und Psychedelic Rock sowie später Neue Deutsche Welle zeigten.

## Geschichte
Vorläufer waren die 1967 gegründeten Faces aus Dortmund, die sich Ende 1970 in Chris Braun Band umbenannten. Auf dem 1972 bei BASF Records erschienenen ersten Album Both Sides waren nebst der Sängerin Chris Braun die Bandmitglieder Elmar Krohn (Gitarre, Flöte, Perkussion, Gesang), Bill Bakine (Schlagzeug, Perkussion), Bandleader Jochen (Joachim) Bernstein (Bass) und Horst Schreiber (Gitarre, Perkussion) zu hören. Die geschmackvolle Hülle wurde von Holger Matthies gestaltet und bekam den Deutschen Schallplattenpreis in der Kategorie LP-Cover, verliehen im Salzburger Mozarteum. Auf der zweiten Platte Foreign Lady ersetzten Bernd Adamkewitz (Gitarre, Saxophon) und Klaus Melchers (Keyboard) Schreiber und Bakine. Das von Dieter Dierks produzierte Album erschien 1973 bei Pan.
Im Jahr 1981 folgte der Soundtrack zum Film Jede Menge Kohle von Adolf Winkelmann. Das Album wurde unter anderem von CBS veröffentlicht und nebst Braun und Adamkewitz bestand die Besetzung aus Joachim Bernstein und Ralph Bloch.
Das 1983 erschienene Album Ultrabraun orientierte sich an der Neuen Deutschen Welle und erschien bei EMIs NDW-Sublabel Welt-Rekord.
Elmar Krohn schrieb zusammen mit Mick und David Jackson den Hit Blame it on the Boogie der Jacksons, den Nachfolgern der Jackson 5, mit Michael Jackson. Chris Braun starb um 2005 an Bauchspeicheldrüsenkrebs, Bill Bakine starb 2010.
Im Stern wurde Chris Braun in eine Reihe mit Inga Rumpf und Joy Fleming gestellt. In einem langen Sounds-Artikel über die Chris Braun Band wurden damals die Einflüsse des schwarzen Blues auf die Musik der Gruppe herausgearbeitet.

## Diskografie
Alben
- 1972: Both Sides (2023 auch als CD)
- 1973: Foreign Lady
- 1981: Jede Menge Kohle (Filmmusik)
- 1983: Ultrabraun